# Riddarholmsbroarna

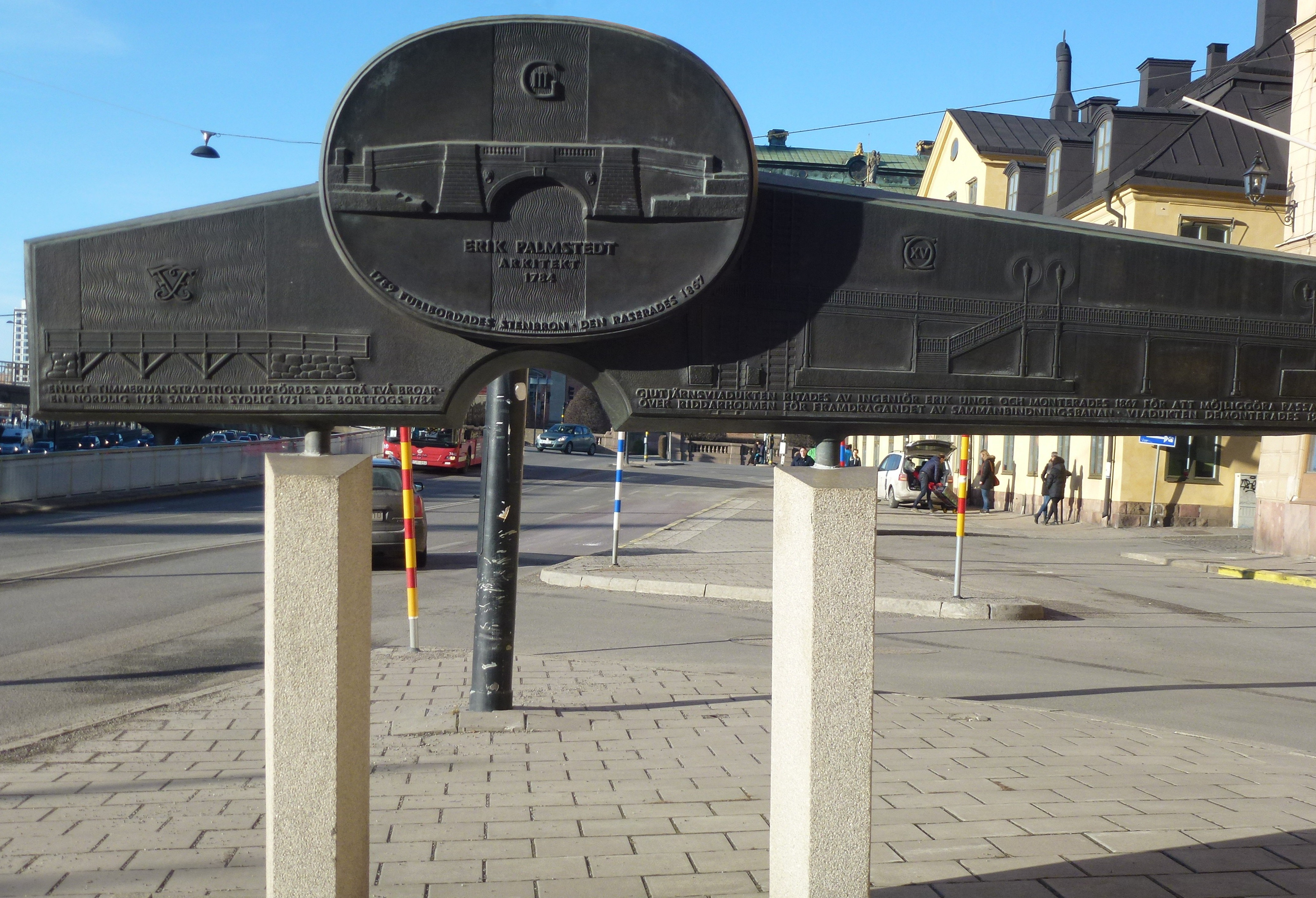
"Riddarholmsbroarna", sida mot syd.

Riddarholmsbroarna är en skulptur på en refug vid Munkbron 7 i Gamla stan, Stockholm. Skulpturen berättar om Riddarholmsbrons historia. Den skapades av konstnären Bengt Inge Lundkvist mellan 1970 och 1975 och restes 1981.

## Beskrivning

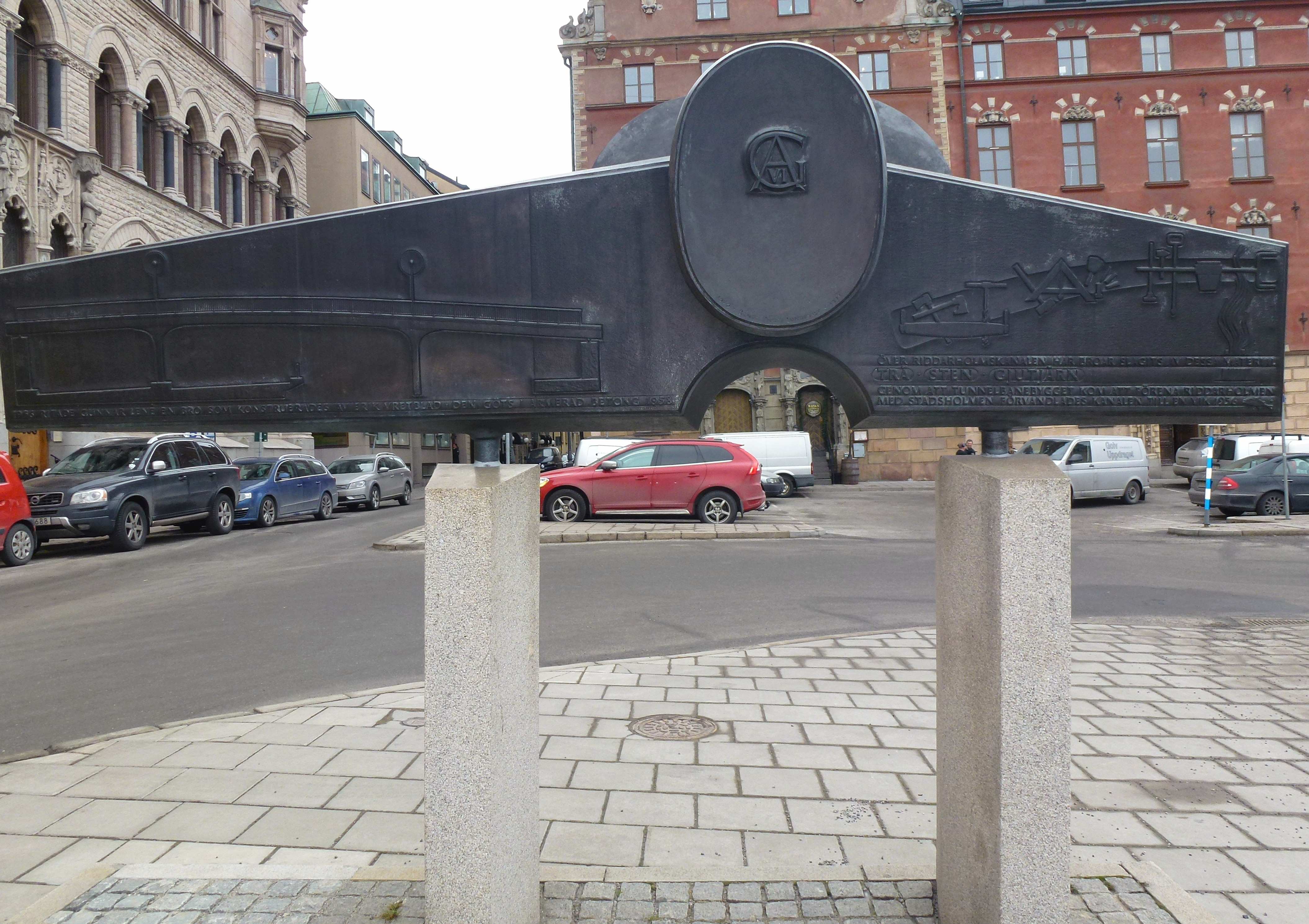
"Riddarholmsbroarna", sida mot norr.

Konstverket är utformat som ett långsmalt minnesmärke, är gjuten i brons och står på två pelare av granit. På fram och baksidan får betraktaren information i form av reliefer om de fyra olika broarna som bundit samman Gamla stan med Riddarholmen. Dominerande i en oval i mitten framhävs den första stenbron på platsen, som var en hyllning till kung Gustav III och ritad av arkitekt Erik Palmstedt. 
Till vänster om ovalen avbildas de första träbroaran som anlades 1738 respektive 1751. Till höger om ovalen syns ingenjör Erik Adolf Unges gjutjärnsbro som ersatte  Palmstedts stenbro 1867. På baksidan finns en relief som visar nuvarande betongbro från 1956 som ritades av arkitekt Gunnar Lené och konstruerades av ingenjör Erik Vretblad. De fyra broarna smyckas även med monogrammet av respektive samtida kung: Adolf Fredrik, Gustav III, Karl XV och Gustaf VI Adolf.

## Inskriptionerna
Sida mot syd
- Enligt timmermanstradition uppfördes av trä två broar, en nordlig 1738 samt en sydlig 1751. De borttogs 1784.
- Erik Palmstedt arkitekt 1784. 1789 fullbordades stenbron. Den raserades 1867.
- Gjutjärnsviadukten ritades av ingenjör Erik Unge och monterades 1867 för att möjliggöra passage över Riddarholmen för framdragandet av sammanbindningsbanan, viadukten demonterades 1952.

Sida mot norr
- 1956 ritade Gunnar Lené en bro som konstruerades av Erik Vretblad. Den göts i armerad betong 1958.
- 1970 Bengt Inge Lundkvist 1975
- Över Riddarholmskanalen har broar slagits av dessa material TRÄ - STEN - GJUTJÄRN. Genom att tunnelbanebygget kom att förena Riddarholmen med Stadsholmen förvandlades kanalen till en vik 1956.

## Detaljer
Sida mot syd

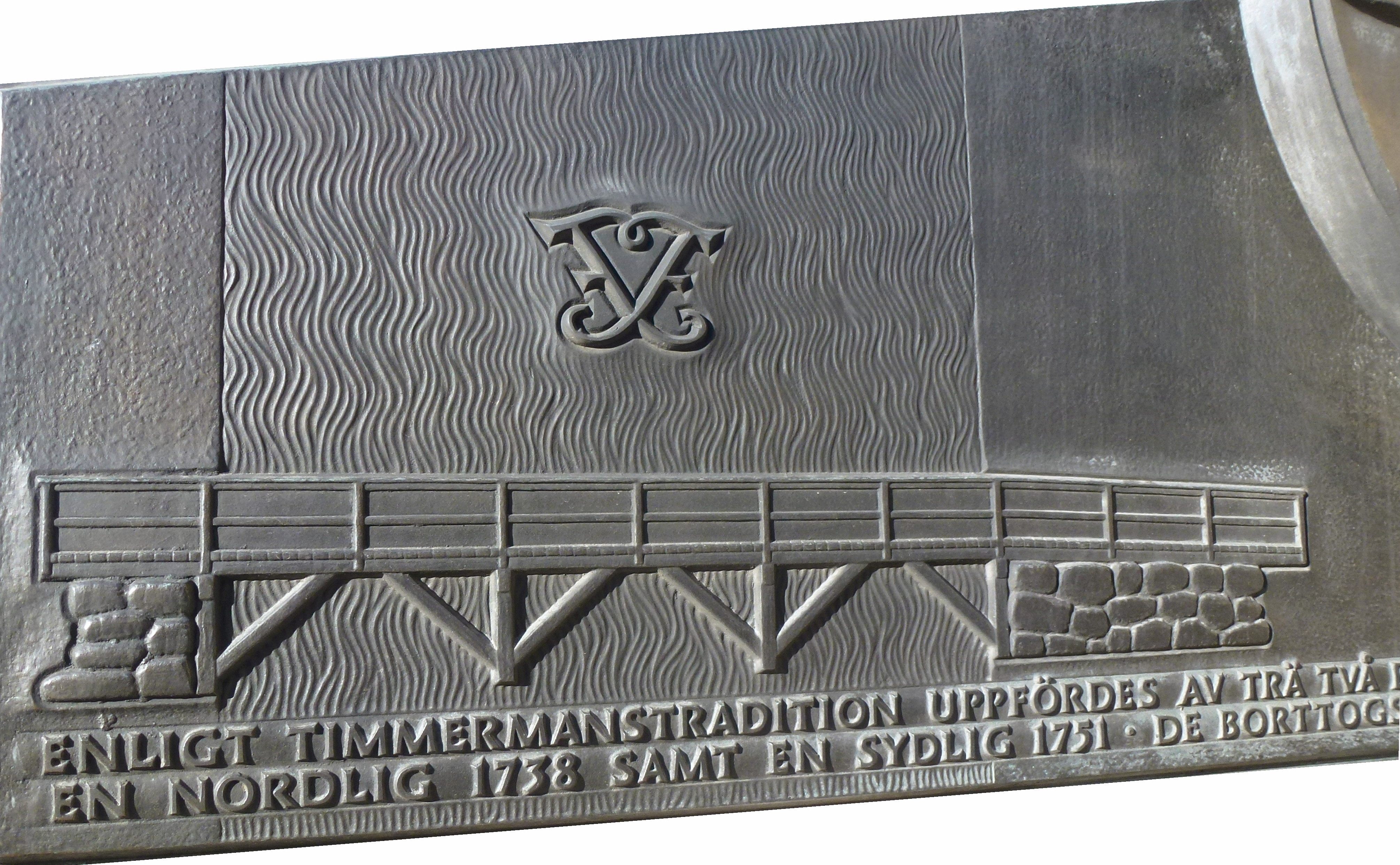
Träbroarna från 1738 och 1751
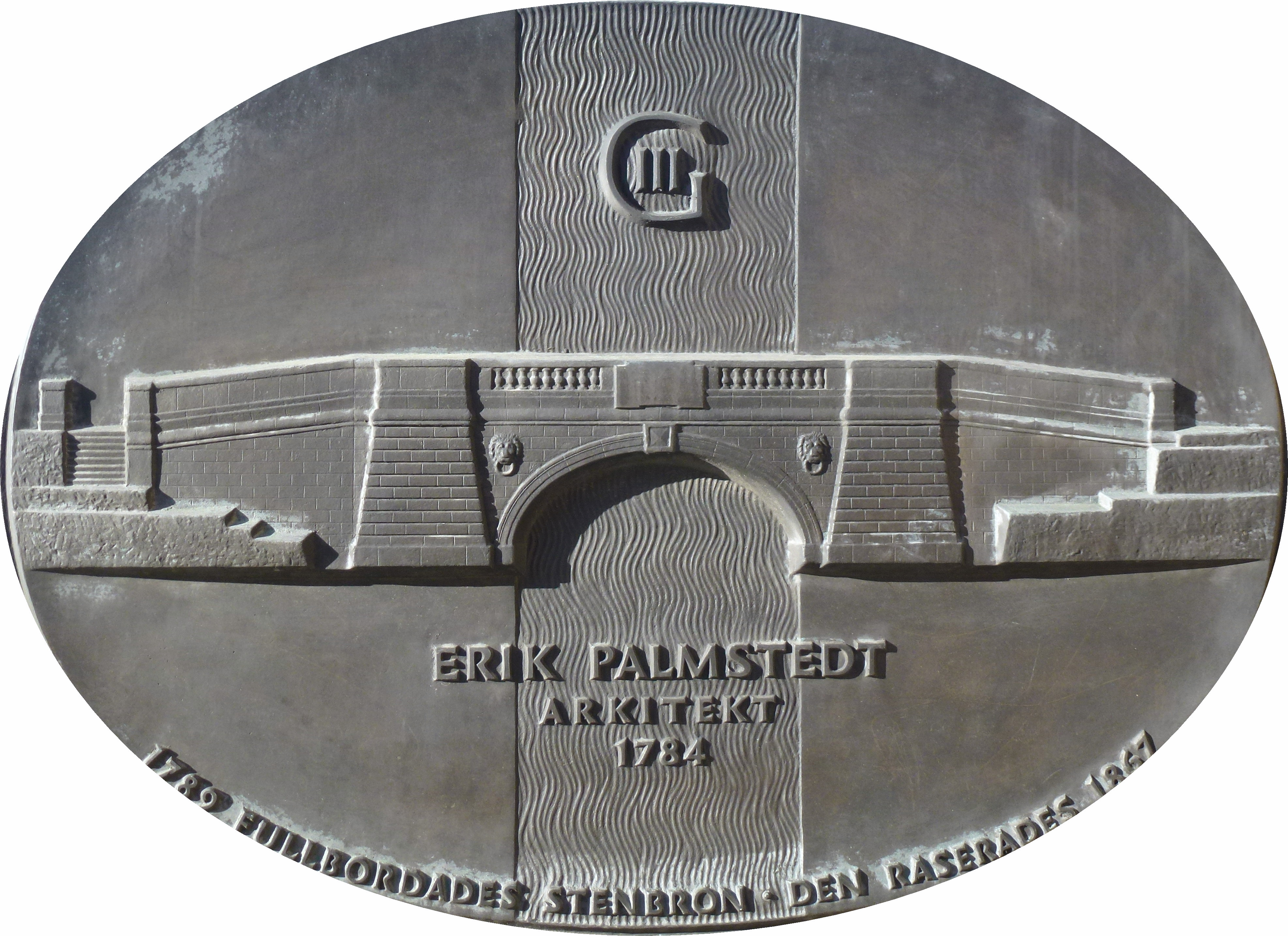
Palmstedts stenbro från 1784
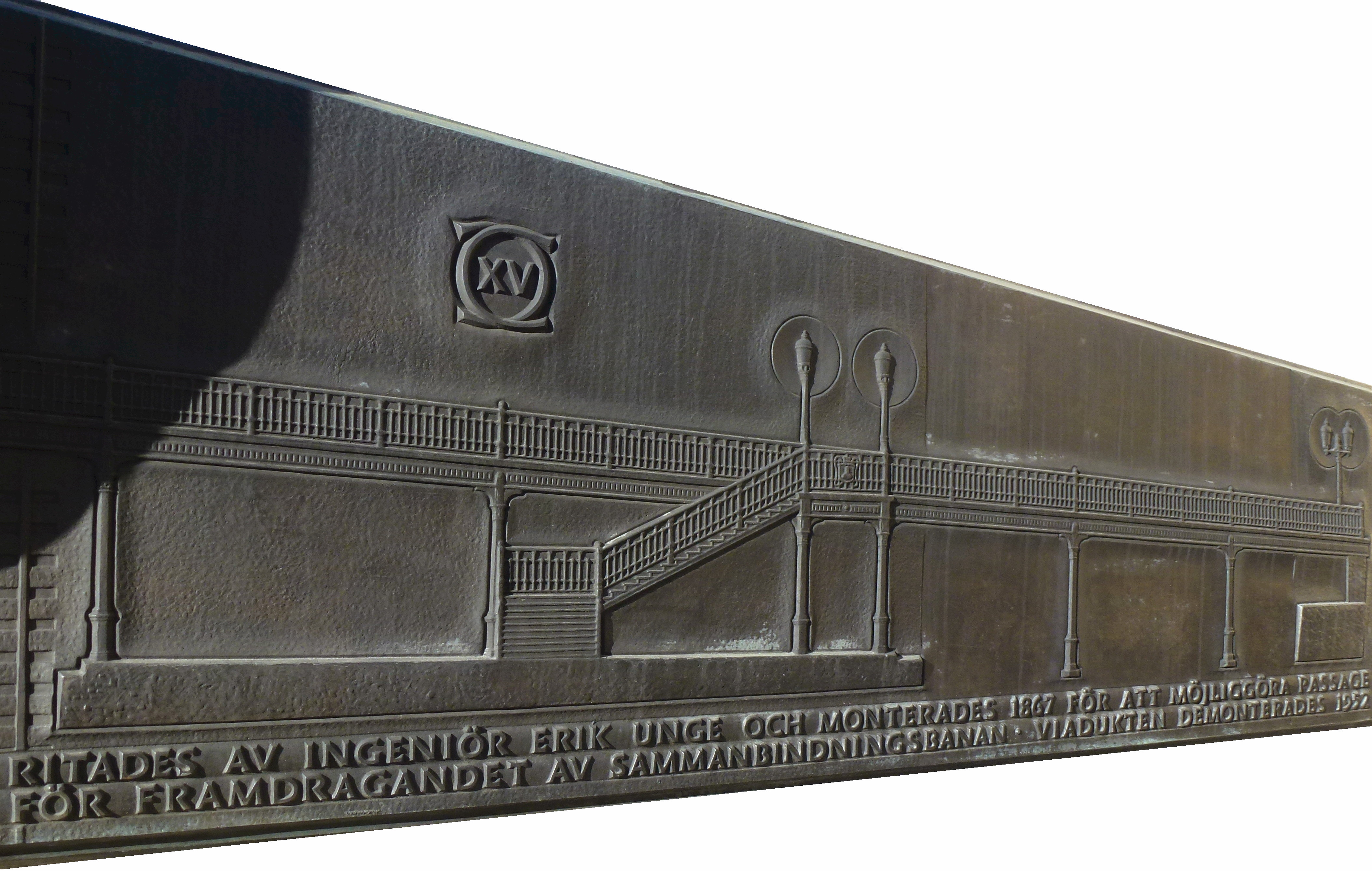
Erik Unges gjutjärnsbro från 1867

Sida mot norr

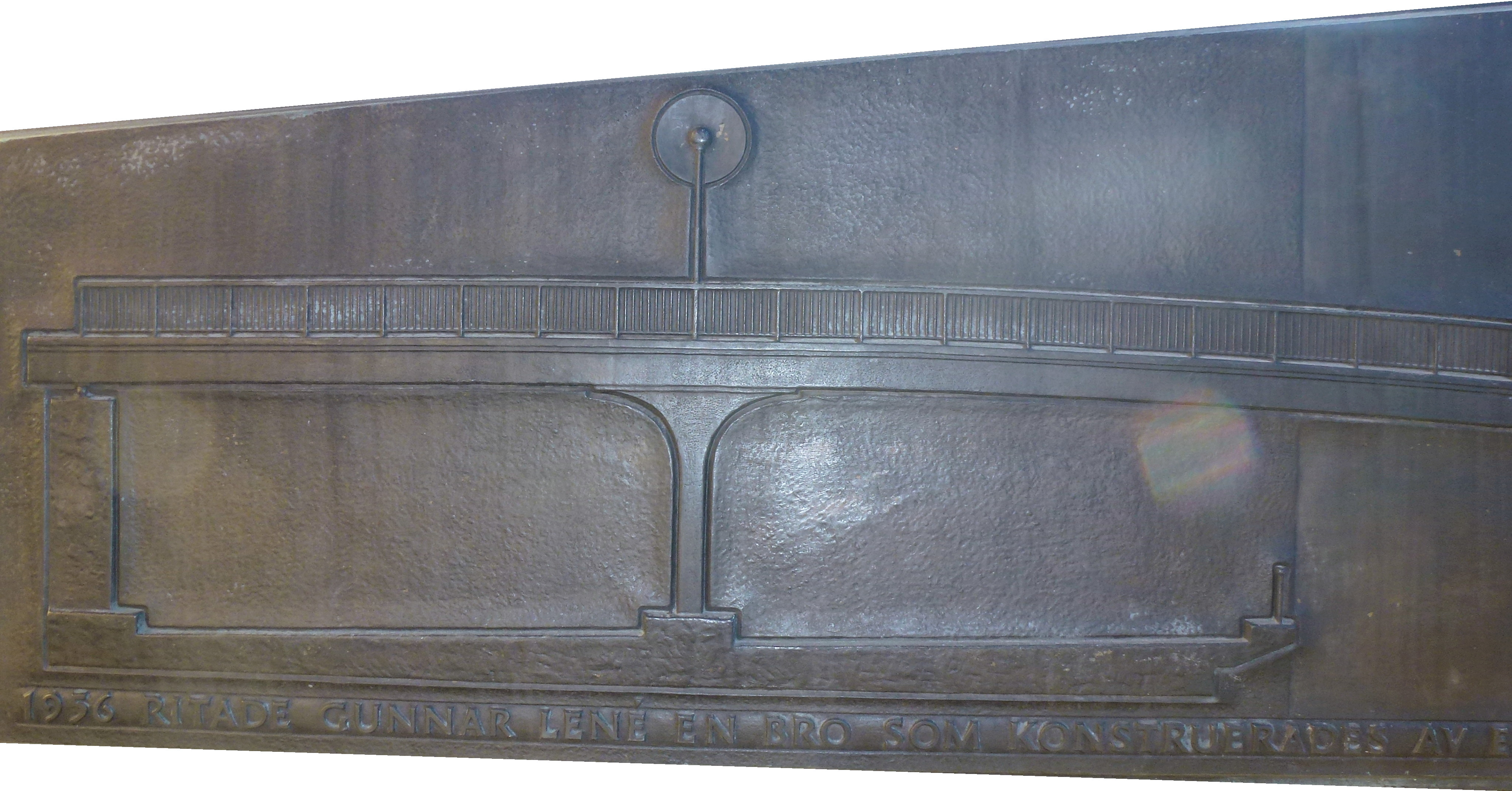
Gunnar Lenés betongbro från 1956
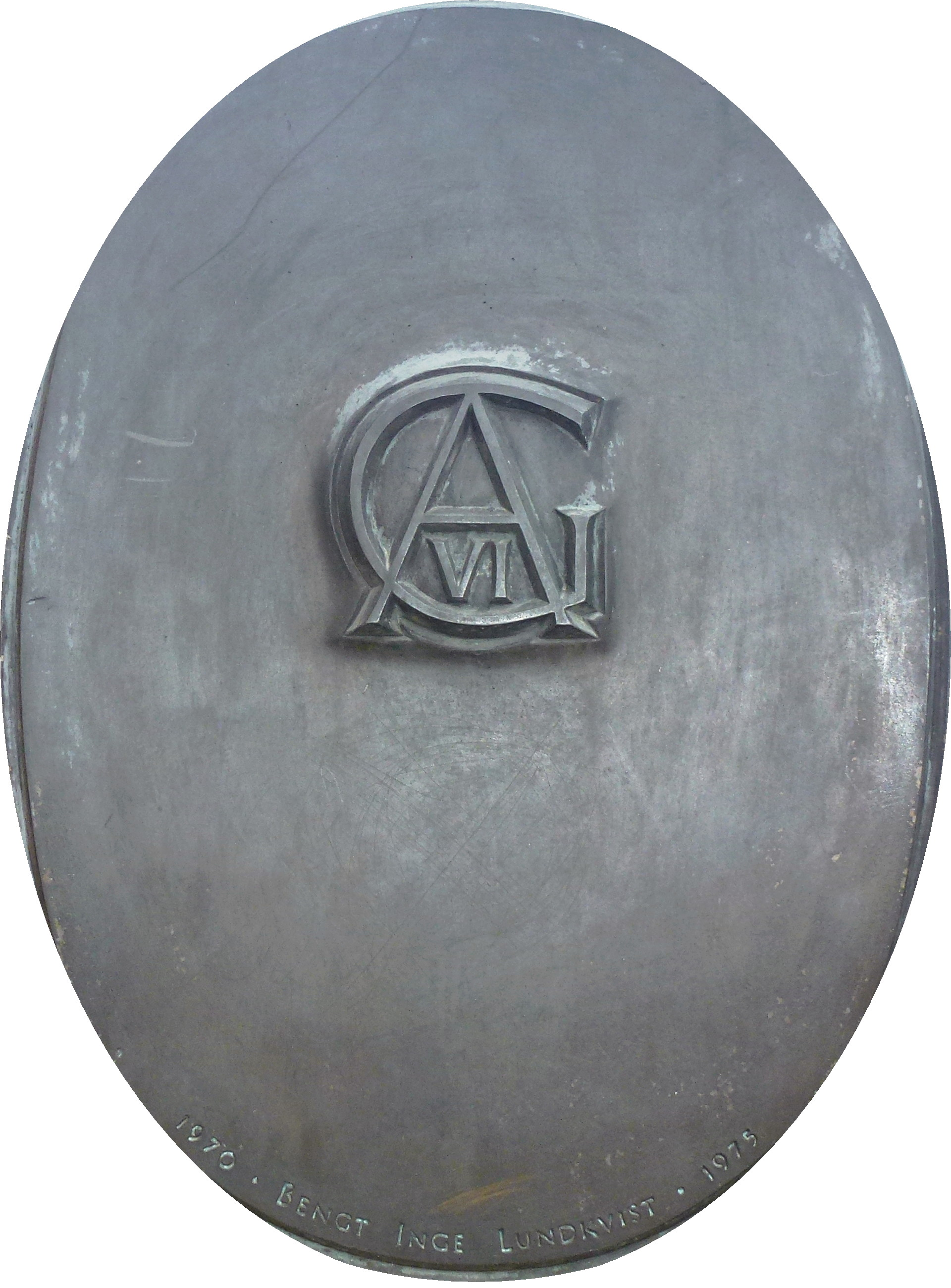
Gustaf VI Adolfs monogram
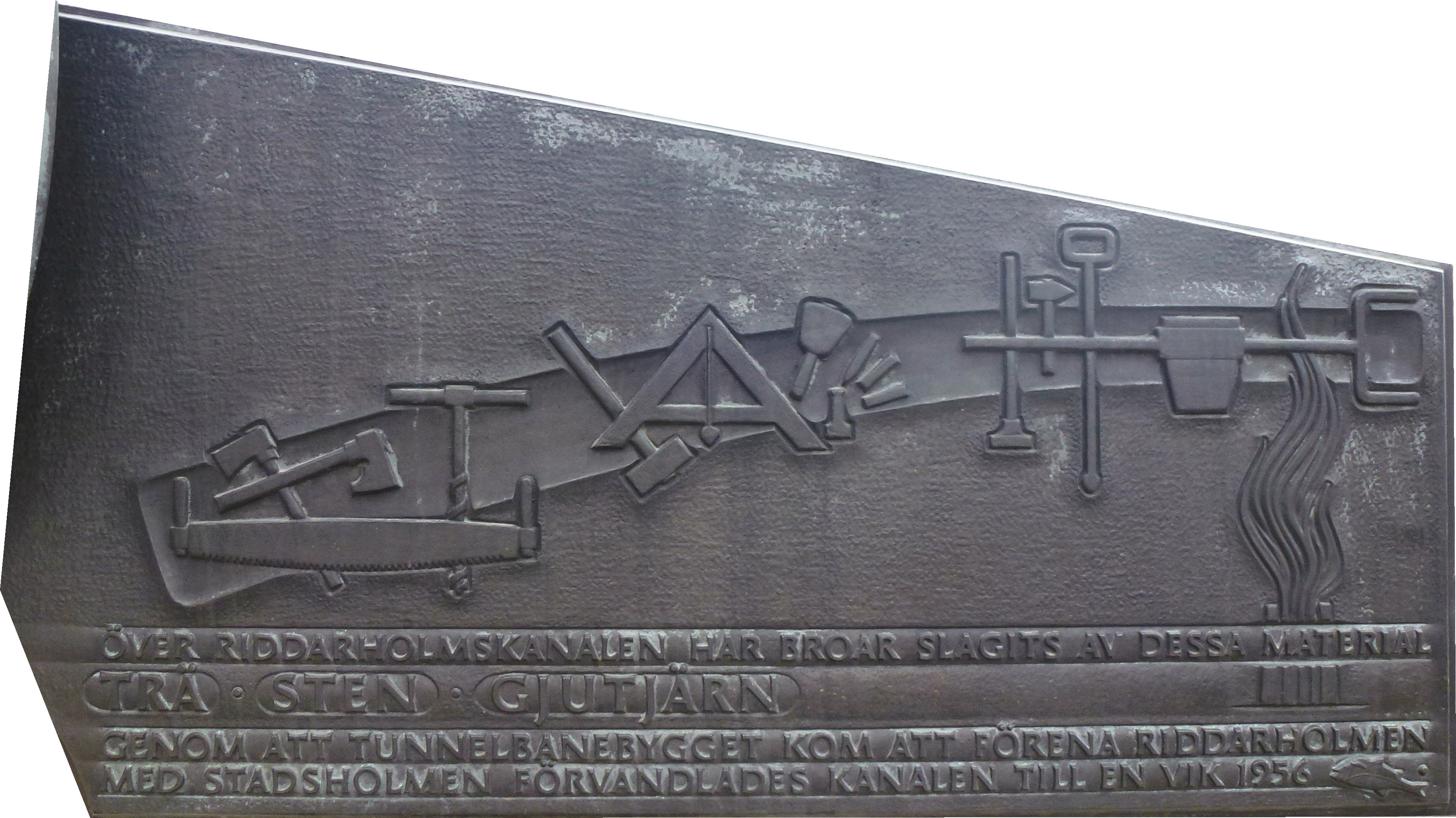
Broslagningens historik